# 관교중학교
관교중학교(官校中學校)는 대한민국 인천광역시 미추홀구 관교동에 위치해 있는 공립 중학교이다.

## 학교 연혁
- 1990년 1월 3일 : 관교중학교 38학급 설립인가
- 1990년 3월 3일 : 초대 윤영신 교장 취임
- 1990년 3월 5일 : 입학식 (12학급 622명)
- 1990년 10월 27일 : 개교 기념식
- 1993년 2월 16일 : 제1회 졸업식 (12학급 640명)
- 2003년 9월 16일 : 신관공사 완공
- 2004년 10월 26일 : 디지털 도서관 개관
- 2009년 10월 29일 : 비류관 (다목적강당) 완공
- 2013년 11월 20일 : 본관동 대수선공사 완료
- 2014년 8월 24일 : 선진형 교과교실제 실시
- 2023년 3월 1일 : 제12대 석근학 교장 취임
- 2024년 2월 2일 : 제32회 졸업식 (283명, 누계 14,234명)
- 2024년 3월 4일 : 30개 학급 편성 및 신입생 10학급 300명 입학

## 참고 자료
- 관교중학교 - 한국교육학술정보원 학교알리미